# غواندو
غواندو أو جاندو هي مدينة وإمارة في ولاية كيبي، في نيجيريا. وكانت مقر حكومة الإمارة والمنطقة التي تحمل هذا الاسم تقع في برنين كبي، وهي عاصمة ولاية كبي وكانت عاصمة مملكة كبي التاريخية.  تأسست غواندو في القرن السادس عشر على يد شعب الكاباوا، وهم شعب الهوسا، وهي اليوم تعمل كواحدة من الإمارات الأربع التي تشكل دولة كيبي.
أصبحت المدينة مهمة أثناء الحرب الفولانية الإسلامية، ومنذ عام 1815 كانت واحدة من عاصمتي خلافة صكتو حتى أصبحت تحت السيطرة البريطانية في عام 1903 م.

### أمراء غواندو

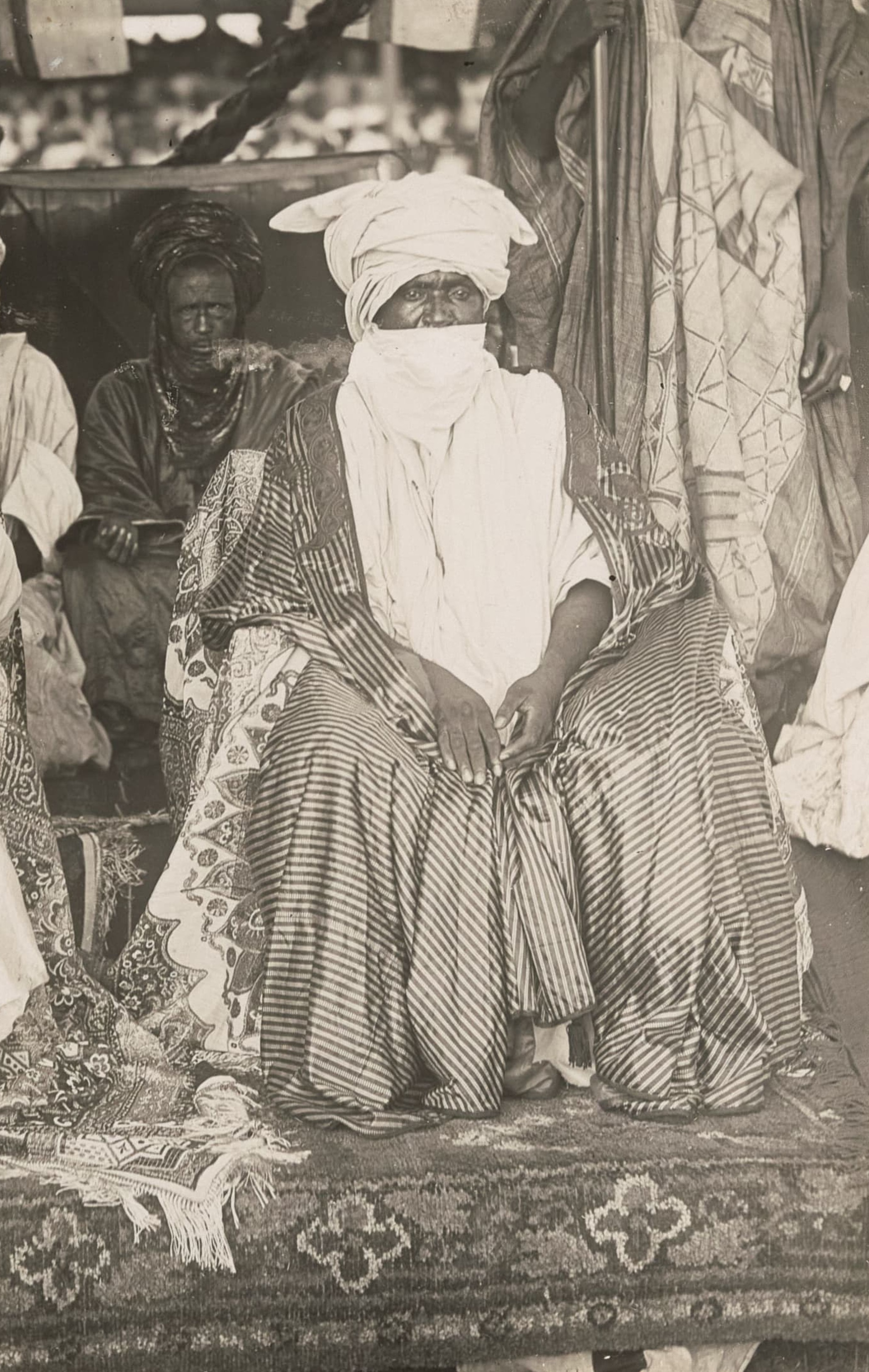
عثمان دان هاليرو الثاني، أمير غواندو (حكم 1918–1938)

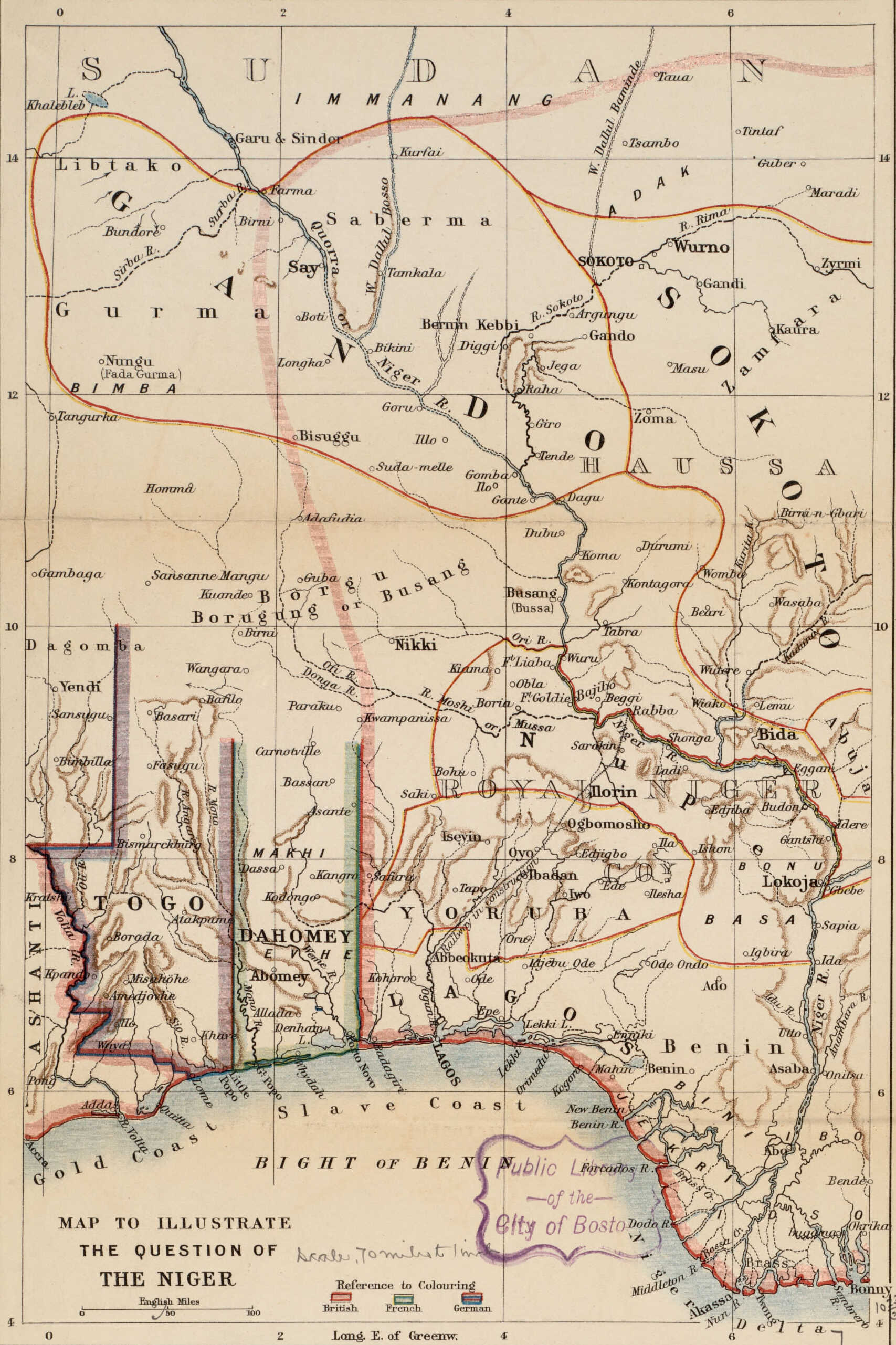
خريطة لإمارة غواندو تعود إلى عام 1898

الأمراء هم:
| Name                                                                   | Life                 | Reign                       | Notes                                                                         |
| ---------------------------------------------------------------------- | -------------------- | --------------------------- | ----------------------------------------------------------------------------- |
| عبد الله بن فودي                                                       | 1766–1829/30         | 1808–1829/30                | أخ عثمان بن فودي                                                              |
| محمد واني                                                              | –1833                | 1829/30–1833                | ابن عبد الله بن فودي                                                          |
| إبراهيم هاليلو                                                         | –1858                | 1833–1858                   | ابن عبد الله بن فودي                                                          |
| هاليرو                                                                 | –1858                | 1858–1860                   | ابن عبد الله بن فودي، قُتل في معركة                                            |
| عليرو                                                                  | –1864                | 1860–1864                   | ابن عبد الله بن فودي                                                          |
| عبد القادري                                                            | –1868                | 1864–1868                   | ابن عبد الله بن فودي                                                          |
| المصطفى                                                                | –1875                | 1868–1875                   | ابن محمد، مات في حملة عسكرية                                                  |
| حنافي                                                                  | –1876                | 1875–1876                   | ابن هاليرو                                                                    |
| مالكي                                                                  | –1888                | 1876–1888                   | ابن محمد . تم طردهم من أمبورسا بواسطة كباوا وانتقلوا إلى غواندو               |
| عمارو بكرتو                                                            | –1897                | 1888–1897                   | ابن إبراهيم هاليرو                                                            |
| عبد الله بيروي                                                         | –1898                | 1897–1898                   | ابن محمد واني                                                                 |
| بيروي عليرو                                                            | –أيار 1903           | 1898–أيار 1903              | ابن عليرو. استعمرت بريطانيا الإمارة في عهده.                                  |
| محمدو                                                                  |                      | 18 أيار 1903 – 20 آذار 1906 | ابن عليرو. عُزل واعتُقل لعدم تعاونه مع الإدارة البريطانية خلال ثورة ساتيرو.     |
| هاليرو عبدو                                                            | –21 آذار 1915        | 21 آذار 1906 – 21 آذار 1915 | حفيد عبد الله فوديو. قام بنقل العاصمة إلى برنين كبي بسبب عدم شعبيته في غواندو |
| محمدو بشيرو                                                            | –1918                | 29 نيسان 1915 – 1918        | ابن هاليرو الثاني                                                             |
| عثمان                                                                  | –1938                | 1918–1938                   | ابن هاليرو الثاني                                                             |
| يحيى (حاصل على وسام قائد الإمبراطورية البريطانية)                      | –1954                | 1938–1954                   | ابن هاليرو الثاني                                                             |
| هارونو رشيد (حاصل على وسام قائد الإمبراطورية البريطانية مع أوسمة أخرى) | 1913–1995            | كانون الثاني 1954– آب 1995  | ابن محمدو بشيرو. كان رئيسًا لمجلس شيوخ المنطقة الشمالية (١٩٥٨-١٩٦٦)            |
| مصطفى جكولو                                                            | 6 كانون الثاني 1952– | تموز 1995–3 حزيران 2005     | ابن هارونو. تم عزله من قبل حاكم كيبي آنذاك، أدامو أليرو                       |
| محمد جيغو (حاصل على أوسمة)                                             | 22 نيسان 1941–       | 5 حزيران 2005–الحاضر        | حاكم عسكري مرتين لولاية جونجولا المنحلة                                       |

## المناخ
على النقيض من موسم الجفاف، الذي يكون حارًا وغائمًا جزئيًا، يكون موسم الأمطار حارًا وغائمًا بشكل خانق.